# 吉田一郎 (ミュージシャン)

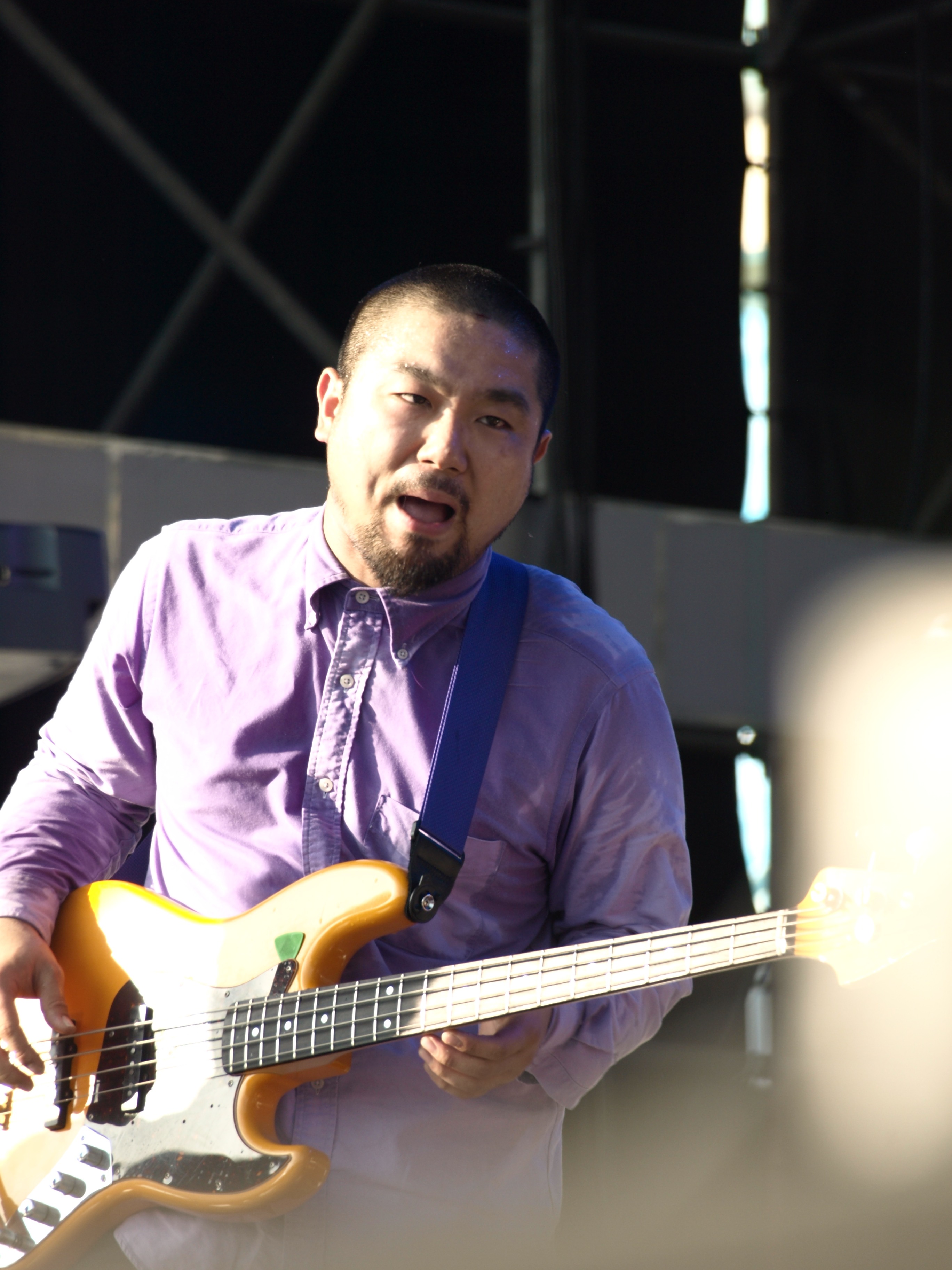
「Music Terminals 2009」にて（2009年8月1日）

吉田一郎（よしだ いちろう、1982年12月14日 - ）は、日本のベーシスト、音楽家。

## 来歴
長野県出生、神奈川県横浜市青葉区育ち。
バンド「12939db」(2002年10月 - 2006年8月解散)、ナインデイズワンダー（サポート）の活動を経て、2007年2月に脱退したベース担当・日向秀和に代わり、同年3月にZAZEN BOYSに加入。
2015年2月、「吉田一郎不可触世界」名義でソロ活動を開始。
2015年5月13日、1stアルバム『あぱんだ』をMATSURI STUDIOよりリリース。
2017年12月、ZAZEN BOYSを脱退。
2020年5月13日、前作より5年ぶりとなる2ndアルバム『えぴせし』を自身が立ち上げた新レーベル”PETASTEREO”よりリリース。
2021年11月17日に発売された関ジャニ∞のアルバム『8BEAT』（完全生産限定盤）に収録の丸山隆平のソロ楽曲『ヒカリ』を作詞・作曲。
「吉田一郎不可触世界」名義で、2024年7月4日に配信リリースされた詩羽（水曜日のカンパネラ）の1stソロアルバム『うたうように、ほがらかに』にプロデューサー、アレンジャー、ベース、ギターで参加。
現在までにVAUNDY、LiSA、坂本真綾、雅-MIYAVI-、SAKEROCK、Aimer(エメ)、ドレスコーズ、TK from 凛として時雨、石崎ひゅーい、ももいろクローバーZなどのレコーディングやライブに参加する等、セッションミュージシャンとして活躍する。

## ディスコグラフィー
|     | 発売日        | タイトル | 規格品番             | 収録曲 | 備考                            |
| --- | ------------- | -------- | -------------------- | --- | ------------------------------- |
| 1st | 2015年5月13日 | あぱんだ | DDCZ-2024            | 1. ルール 2. 見慣れた街 3. ピザトースト 4. たまプラーザ 5. 法螺 6. 眼と眼 7. 暗渠 8. 洗濯 9. あぱんだ 10. 燕の啼く海                                    | MATSURI STUDIO オリコン最高57位 |
| 2nd | 2020年5月13日 | えぴせし | PTSR-0001／DDCZ-2256 | 1. るーいん 2. えぴせし 3. ゼリーの雨で眠れない 4. B面のまほろば 5. phoenixboy 6. 恐怖の地縛霊 7. BPM108で蛹は蝶になる 8. UmiToKoe 9. 荼毘 10. 僕と悪手 | PETASTEREO オリコン最高133位    |

## ミュージックビデオ
| 監督                | 曲名         |
| 吉田一郎 / 大関泰幸 | 「あぱんだ」 |
| 吉田一郎 / 大関泰幸 | 「暗渠」     |
| 吉田一郎 / 渡邊智博 | 「えぴせし」 |

## 主なライブ
- 2012年05月03日 - JAPAN JAM 2012(「MIYAVI」のセッションゲストとして出演)
- 2015年08月26日 - MATSURI SESSION AT ビルボードライブ東京(「吉田一郎不可触世界」として出演)
- 2018年12月15日 - BAND IS DEAD(「吉田一郎不可触世界」単独弾き語り公演)